# 贝肯纳姆
贝肯纳姆（英語：Beckenham，/ˈbɛkənəm/）是英國倫敦布羅姆利區的一個地區。贝肯纳姆原本只是一個小村莊，但1857年鐵路開通之後這裡快速發展，人口也從1850年的2000人增加到1900年的26,000人。